# Songgotu
Ne doit pas être confondu avec Son Goku.
Songgotu (mandchou : ᠰᠣᠩᡤᠣᡨᡠ , chinois simplifié : 索额图 ; chinois traditionnel : 索額圖 ; pinyin : suǒ'étú) (1636 – 1703) était un ministre sous le règne de l'empereur Kangxi dans la dynastie Qing.

## Biographie
Songgotu était l'oncle de la première épouse de l'empereur, l'impératrice Xiaochengren du clan Hešeri (en), morte en couches. Il était également le fils de Sonin (en), l'un des quatre régents (en) nommés pour assister le jeune empereur Kangxi durant sa minorité. En tant qu'oncle de l'impératrice Xiaochengren, il était aussi le grand-oncle de Yinreng (en), qui fut le prince héritier durant la grande part du règne de l'empereur Kangxi. Songgotu hérita de son père du titre de Premier duc.
Il aida le jeune empereur Kangxi à déposer Oboi, l'un des régents de l'empereur. Avec le temps, Songgotu devint professeur à 
l'université, gagna plus de pouvoir et devint l'un des personnages les plus appréciés de l'entourage de l'empereur. Il fut impliqué dans une longue lutte de pouvoir avec Mingju (en), un autre haut fonctionnaire proche de l'empereur. Il fut aussi diplomate et signa le traité de Nertchinsk avec le tsarat de Moscou.
Pendant l'expédition de Kangxi contre Galdan Boshugtu Khan, Songgotu préconisa la retraite, mais fut blâmé par l'empereur pour avoir suggéré cette stratégie. Songgotu fut plus tard impliqué dans la crise de succession au trône et fut emprisonné et exécuté. Durant ses dernières années, Kangxi nia tous les apports de Songgotu à son règne, à la seule exception du traité avec la Russie.

## Compléments

### Songgotu dans la fiction
- Louis Cha a écrit un roman (鹿鼎記), où son protagoniste Wei Xiaobao devient un ami de l'aristocrate Songgotu.